# Kpeje West
Kpeje West es un municipio (chiefdom) del distrito de Kailahun en la provincia del Este, Sierra Leona, con una población con una población censada en diciembre de 2015 de 24 544 habitantes.
Se encuentra ubicado al oeste del país, cerca de la frontera con Liberia.